# Retentiebonus
Een retentiebonus is een bonus die een werkgever of onderneming aan een werknemer in het vooruitzicht stelt, als deze na een bepaalde periode nog in dienst van het bedrijf is. Als de werknemer voor deze periode zijn contract opzegt of ander werk vindt, krijgt hij deze bonus in het geheel niet. Deze constructie wordt vaak gebruikt om bepaalde mensen voor een overgangsperiode aan het bedrijf te binden, bijvoorbeeld na een reorganisatie. 